# Oskar Kohlhauser
Oskar „Ferdl“ Kohlhauser (* 22. Dezember 1934 in Wiener Neustadt; † 9. Juni 2019 in Linz) war ein österreichischer Fußballspieler auf der Position eines Stürmers und Mittelfeldspielers.
In den 1950er Jahren trat er für den 1. Wiener Neustädter SC in der zweitklassigen Staatsliga B in Erscheinung, wechselte 1957 zum Ligakonkurrenten SV Stickstoff Linz und stieg mit diesem 1958/59 in die Staatsliga A auf. Dort verlieb der Verein bis zur Saison 1963/64, ehe er wieder den Abstieg in die Staatsliga B hinnehmen musste. Kohlhauser, der aufgrund seines Vaters Ferdinand Kohlhauser ebenfalls Ferdl gerufen wurde, war danach noch bis zumindest 1967 für die Linzer im Einsatz.
1956 schaffte er als Zweitligaspieler überraschend den Sprung in die österreichische Fußballnationalmannschaft. Erst 1976 gelang dies mit Walter Schachner erneut einem österreichischen Zweitligaspieler.

## Vereinskarriere

### Karrierebeginn in Wiener Neustadt
Oskar Kohlhauser wurde am 22. Dezember 1934 als Sohn des damaligen Fußballspielers Ferdinand Kohlhauser in Wiener Neustadt geboren. Der Vater spielte zu dieser Zeit beim 1. Wiener Neustädter SC, bei dem Jahre später auch sein Sohn Fuß fassen sollte. Wie später sein Sohn war auch der Vater zumeist auf der Position des rechten Flügelspielers aktiv. In späteren Jahren fungierte der Vater auch als Funktionär im Klub und wurde unter anderem 1951 zum 2. Sektionsleiter der Wiener Neustädter gewählt.
Über den genauen Karrierebeginn von Oskar Kohlhauser ist nichts bekannt, jedoch spielte er bereits in den frühen 1950er Jahren für den Klub aus seiner Heimatstadt. In einem Spielbericht aus dem Jahr 1951 wird ein Kohlhauser als Torhüter der Jugendmannschaft des 1. Wiener Neustädter SC erwähnt, jedoch bleibt unklar, ob es sich dabei um Oskar Kohlhauser handelte. Ein weiterer Spielbericht aus dem Jahr 1952 weist darauf hin, dass dieser Kohlhauser nicht nur als Torhüter, sondern auch als Feldspieler eingesetzt wurde. Es ist sehr wahrscheinlich, dass es sich dabei um Oskar Kohlhauser handelte. Ebendieser Kohlhauser schien in weiterer Folge immer wieder als überaus erfolgreicher Torschütze in der Jugendmannschaft des Klubs auf und erzielte beispielsweise zwölf Tore bei einem 15:1-Sieg über den Nachwuchs des SC Neudörfl im Herbst des Jahres 1952. Spätestens im Herbst 1952 gehörte der torgefährliche Kohlhauser auch der zweiten Kampfmannschaft der Wiener Neustädter, dem 1. Wr. Neustädter SC 1b, an. In der Saison 1952/53 gab Kohlhauser sein Debüt für die erste Kampfmannschaft des 1. Wr. Neustädter SC, der in der vorangegangenen Spielzeit in der Relegation an einem Aufstieg in die Staatsliga A gescheitert war. Dabei begann er im Spiel gegen den Aufsteiger ASV Neufeld im November 1952 als Mittelstürmer, wurde dann im selben Spiel als Rechtsaußen und gegen Spielende hin als Linksaußen eingesetzt. Beim 2:1-Sieg seiner Mannschaft war er jedoch an keinem der beiden Treffer beteiligt. Bis 1953 kam er noch vermehrt in der zweiten Mannschaft – seltener auch in der Jugend – zum Einsatz und war spätestens ab der Spielzeit 1953/54 nahezu ausschließlich für die erste Mannschaft im Einsatz.
Nach einem fünften Platz in der vorangegangenen Spielzeit schaffte es der Klub 1953/54 auf den vierten Rang und lag aufgrund der schlechteren Tordifferenz nur knapp hinter einem Relegationsplatz. Kohlhauser, der bereits zu dieser Zeit der Goalgetter der Niederösterreich war, wurde in dieser Saison nach unrühmlichen Vorfällen beim Spiel gegen die Kapfenberger SV im Oktober 1954 für drei Pflichtspiele gesperrt. Der gebürtige Wr. Neustädter kam in dieser Saison meist als Rechtsaußen aber auch als linker Außenläufer zum Einsatz. Gegen Saisonende, als der Aufstieg in die A-Liga im Raum stand, wurde ihm vom niederösterreichischen Verbandskapitän aufgrund seiner Leistung eine Teamnominierung in Aussicht gestellt.
Im September 1954 zog sich Kohlhauser, der zu dieser zumeist bereits auf seiner angestammten Position als Flügelspieler bzw. Außenstürmer aktiv war, in einem Spiel gegen die erst aufgestiegenen steirischen Meister, den WSV Eisenerz, einen Bruch des rechten Beines zu und musste aufgrund der Knöchelverletzung mehrere Wochen pausieren. Im Oktober 1954 war Kohlhauser bereits wieder im Einsatz. Im Rahmen des Sechsfrontenkampfes Österreich – Ungarn wurde Kohlhauser im November 1954 in die niederösterreichische Landesauswahl berufen. Bereits davor soll er im Jahr 1954 zu Einsätzen für die Landesauswahl Niederösterreichs gekommen sein. Im selben Jahr erhielt sein Vater vom 1. Wiener Neustädter SC als verdientes langjähriges Mitglied das silberne oder goldene Ehrenzeichen des Vereins verliehen. Mit dem 1. Wiener Neustädter SC rangierte Oskar Kohlhauser im Endklassement der dicht gestaffelten Endtabelle der Saison 1954/55, in der der SK Sturm Graz den Aufstieg in die Staatsliga A schaffte, auf Rang 11 und schaffte damit nur knapp den Klassenerhalt.

### Aufstiegskampf mit Wr. Neustadt und Wechsel nach Linz
In der darauffolgenden Spielzeit 1955/56 spielte der torgefährliche Kohlhauser mit der Mannschaft bis zum Saisonende um den Aufstieg in die Staatsliga A mit. Am Ende belegte der 1. Wiener Neustädter SC den dritten Platz, obwohl er punktegleich mit dem Kremser SC war, jedoch aufgrund der schlechteren Tordifferenz hinter diesem und dem Wiener AC, dem diesjährigen Meister, rangierte. Somit wurde auch nur denkbar knapp kein Relegationsplatz erreicht. Deutlich verpasste Kohlhauser mit seinem Team den Aufstieg auch in der nachfolgenden Saison 1956/57, als das Team auf Rang 9 von 14 abschloss. Kohlhauser selbst war mit 23 Treffer nicht nur der erfolgreichste Torschütze seiner Mannschaft in der abgelaufenen Saison, sondern hinter Peter Reiter (30 Tore, SK Vorwärts Steyr) auch zweitbester Torschütze der Liga. Aufgrund seiner außerordentlichen Offensivleistungen wurde der Zweitligaspieler kurz vor der Winterpause 1956/57 in die österreichische A-Nationalmannschaft berufen. In der Sommerpause vor der Spielzeit 1957/58 wechselte der Torgarant innerhalb der Liga zum damaligen SV Stickstoff Linz. Während es sein voriger Klub abermals nur auf den neunten von 14 Plätzen brachte, erreichte er mit den Linzern hinter dem WSV Donawitz (Zweiter) und dem Stadtrivalen Linzer ASK (Meister) den dritten Tabellenrang und verpasste damit nur knapp einen Relegationsplatz. Mit 33 Toren konnte Kohlhauser in dieser Saison die Torschützenkrone der Staatsliga B gewinnen.
Während sein ehemaliger Ausbildungs- und Heimatklub 1958/59 unter Trainer Dolfi Huber überraschend die Meisterschaft gewann und den Aufstieg in die Staatsliga A schaffte, beendete Kohlhauser die Spielzeit mit den Linzern abermals auf Rang 3. Aufgrund einer Ligareform und einer damit einhergehenden Neuregelung der zweiten Leistungsstufe ab der Saison 1959/60 trat Kohlhauser in dieser mit den Stickstofflern in der neu geschaffenen Regionalliga Mitte in Erscheinung. An der Seite von Turl Wagner von der legendären 54er-Mannschaft gewann Kohlhauser mit den Linzern überlegen die Meisterschaft in der Regionalliga Mitte und schaffte mit dem Klub den direkten Aufstieg in die höchste Fußballliga des Landes. Im ÖFB-Cup 1959/60 schied er mit der Mannschaft erst im Halbfinale mit 3:4 gegen den SK Rapid Wien aus und hatte es dabei auf sieben Treffer bei insgesamt vier Einsätzen gebracht. Zu Beginn der Saison 1960/61 wurde der Kader aufgestockt – unter anderem mit Leopold Barschandt, einem weiteren Spieler der 54er-Mannschaft. Als Aufsteiger beendete der SVS Linz die Meisterschaft auf Rang 9, während Kohlhauser mit 20 Treffern der beste Torschütze der Oberösterreicher war und damit in der ligaweiten Torschützenliste auf dem fünften Platz rangierte.
Im Juni und Juli 1961 nahm Kohlhauser mit dem SVS Linz am Mitropapokal 1961 teil, zusammen mit Meister Austria Wien, dem Siebentplatzierten LASK und dem Achtplatzierten 1. Wiener Neustädter SC. Der Offensivakteur kam dabei in allen drei torreichen Gruppenspielen seiner Mannschaft zum Einsatz, erzielte im ersten Gruppenspiel bei einer 3:5-Niederlage gegen den AC Turin zwei Tore, blieb bei der nachfolgenden 2:8-Niederlage gegen Inter Bratislava torlos und steuerte beim 4:4-Remis gegen Slovan Nitra im dritten und letzten Gruppenspiel abermals zwei Tore bei. Alle österreichischen Vertreter schieden noch in der Gruppenphase des Turniers aus. Die beste Ligaplatzierung in der Vereinsgeschichte gelang mit einem achten Platz 1961/62, in der es Kohlhauser, obwohl er im Herbst 1961 mehrere Wochen nicht im Kader war, immerhin noch auf 14 Treffer bei 18 Meisterschaftseinsätzen brachte. Wie bereits in der vorangegangenen Spielzeit war für die Mannschaft auch im Fußballpokal 1961/62 nach nur eine Runde Schluss. Trotz eines Doppelpacks von Kohlhauser unterlagen die Linzer in der dritten Runde mit 4:5 gegen den amtierenden Pokalsieger SK Rapid Wien. Gegen Saisonende schaffte es der gebürtige Wiener Neustädter nach rund fünfeinhalb Jahren Abwesenheit wieder in den österreichischen Nationalkader und absolvierte zwei Länderspiele, die zugleich die letzten seiner Karriere waren.

### Abstieg nach vier Jahren in der Staatsliga A
In Saison 1962/63 war Kohlhauser mit dem SVS Linz zunehmend in den Abstiegskampf verwickelt. Über weite Strecken der Saison war der Angreifer zwar Stammspieler, verpasste jedoch bis zum letzten Viertel der Saison fünf Meisterschaftsspiele und erzielte in seinen ersten 14 Ligaeinsätzen nur drei Treffer. Zwar traf er anschließend in jeder Partie von Runde 20 bis 24, doch die Linzer konnten keines dieser Spiele gewinnen. Danach fehlte er auch beim Saisonfinish, wobei der SVS Linz mit Rang 11 gerade noch den Klassenerhalt sichern konnte. Noch dramatischer verlief für ihn der ÖFB-Cup 1962/63, als er mit der Mannschaft in der ersten Runde gegen Admira Energie nach einer Verlängerung nur auf ein 2:2-Remis in der ersten Runde kam und das anschließende Entscheidungsspiel gegen Admira Energie dann auch noch mit 4:6 in der Verlängerung verlor. In beiden Partien trug sich Kohlhauser als Torschütze in die Liste ein, konnte das frühe Ausscheiden seines Klubs jedoch nicht verhindern. 1963/64 konnte Kohlhauser, der es auf neun Tore in 19 von 26 möglich gewesenen Ligaspielen gebracht hatte, den Abstieg seines Klubs in die österreich Zweitklassigkeit nicht mehr verhindern. 17 Punkte aus 26 Spielen reichten nicht für einen Verbleib in der höchsten Fußballliga des Landes und auch im Pokal 1963/64 ereilte die Mannschaft im Achtelfinale – abermals gegen Admira Energie – ein jähes Ende.
Trotz des Abstiegs hielt Kohlhauser dem SV Stickstoff Linz die Treue und scheiterte in der Meisterschaft 1964/65 nur knapp am Wiederaufstieg in die Staatsliga A. Nach einem bescheidenen Herbst 1963 reichte es im Frühjahr 1964, in dem der Klub nur eine einzige Niederlage hinnehmen musste, nicht für den ersten Platz, der an den SK Austria Klagenfurt ging. In den nachfolgenden Spielzeiten kam der Klub nie wieder so knapp an einen möglichen Aufstieg heran und machte 1973 als SV Chemie Linz einen Neustart in der untersten oberösterreichischen Liga. Oskar Kohlhauser dürfte nur noch in den Spielzeiten 1965/66 (7. Platz) und 1966/67 (10. Platz) dem Linzer Werksverein angehört haben. Danach verläuft sich seine Spur; zumindest lässt nichts auf weitere Einsätze für den SVS Linz schließen.

## Nationalmannschaftskarriere
Im Laufe seiner Karriere trat der Offensivspieler nicht nur in der heimischen Liga in Erscheinung, sondern durfte auch das Nationaltrikot tragen und in verschiedenen Länderspielen für Österreich und seine Auswahlen auflaufen. Seine internationalen Einsätze erstreckten sich über mehrere Jahre, beginnend mit den B- und C-Mannschaften bis hin zur A-Nationalmannschaft und der Olympiaauswahl. Seinen ersten nachweisbaren Einsatz absolvierte er am 16. Oktober 1955 bei einem Spiel der österreichischen B-Nationalmannschaft gegen Ungarn B in Wien. Beim Spiel, das in einer 2:5-Niederlage endete, war Kohlhauser von Beginn an im Einsatz und wurde in der 76. Spielminute durch Maier ersetzt. Nur wenige Tage später absolvierte er am 20. Oktober 1955 in Belgrad ein Spiel der österreichischen C-Auswahl gegen die jugoslawische C-Auswahl, das in einem torlosen Remis endete. Nachdem er aufgrund seiner Offensivleistung in der zweiten österreichischen Liga überraschend in die A-Nationalmannschaft seines Heimatlandes berufen worden war, gab Kohlhauser am 9. Dezember 1956 sein Länderspieldebüt, als er bei einer 1:2-Auswärtsniederlage gegen Italien in Genua anlässlich des Dr. Gerö Cups von Pepi Argauer eingesetzt wurde. Drei Monate später absolvierte er ein weiteres Spiel für Österreich B. Die Begegnung gegen Deutschland B am 16. März 1957 in München endete in einer deutlichen 0:4-Niederlage der Österreicher.
Neben seinen Einsätzen für die andere Nationalmannschaften war Kohlhauser auch Teil der österreichischen Olympiaauswahl, die für die Qualifikation und Vorbereitung auf internationale Turniere zuständig war. Als Teil dieser Olympiaauswahl trat er am 22. November 1959 und am 26. März 1960 in zwei Länderspielen gegen Ungarn an, wobei die österreichische Auswahl beide Spiele verlor (1:2 in Budapest und 0:4 in Graz). Nach über zwei Jahren ohne bekannten Einsatz kehrte der gebürtige Wiener Neustädter zum Saisonende 1961/62 wieder in die österreichische Nationalmannschaft zurück. Am 6. Mai 1962 besiegte das von Karl Decker trainierte Österreich in Wien Bulgarien mit 2:0, wobei Kohlhauser von Beginn an spielte und ab der 60. Minute durch Ernst Fiala ersetzt wurde. Rund eineinhalb Monate später absolvierte er sein drittes und auch letztes Länderspiel für sein Heimatland, als er bei einer 1:2-Niederlage gegen Italien – ebenfalls in Wien – über die vollen 90 Minuten am Spielfeld war.

## Persönliches
Ende des Jahres 1954 gab der damals in der Kollonitschgasse 12 in Wiener Neustadt wohnhafte Kohlhauser ein Eheaufgebot mit einer Brunhilde Weghofer aus Katzelsdorf bekannt.
Über seinen beruflichen Werdegang während und nach seiner Fußballkarriere ist nichts Näheres bekannt.
Am 9. Juni 2019 starb Kohlhauser 84-jährig in Linz, wo er die letzten sechs Jahrzehnte gelebt hatte. Am 18. Juni 2019 fand am Urnenhain Urfahr – Park der Erinnerung die Verabschiedung Kohlhausers statt.